# Pierre Brumoy
Pierre Brumoy (* 26. August 1688 in Rouen; † 16. April 1742 in Paris) war ein französischer Literat. Er war Jesuit und Mitarbeiter der Zeitschrift Journal de Trévoux.
Brumoy lehrte an den Collegien seines Ordens. Neben seiner Tätigkeit für das Journal veröffentlichte er mehrere Bücher, übersetzte klassische griechische Autoren und beschäftigte sich mit theoretischen Fragen der Dichtkunst, insbesondere des Theaters. 

## Werk
Das Werk, das seinen Ruf in der Literaturgeschichte begründete, ist seine umfassende Darstellung des Theaters der Griechen. Das vielbändige Werk Théâtre des Grecs enthält neben vollständigen Übersetzungen von sieben Theaterstücken Zusammenfassungen und Analysen zahlreicher anderer Tragödien und Komödien, sowie grundsätzliche Abhandlungen über das Theater, den Ursprung der Tragödie und über die Beziehungen zwischen dem antiken und dem modernen Theater (Sur le théâtre grec; Sur l’origine de la tragédie; Sur le parallèle du théâtre ancien et du moderne). Trotz sprachlicher Mängel in der Übersetzung und einer engen Sichtweise kommt dem Werk Brumoys das Verdienst zu, antike Autoren, deren Texte nur schwer zugänglich waren, einem breiteren Publikum zugänglich gemacht zu haben. 
Brumoys Sammelausgaben seiner Schriften Recueil de diverses pièces en prose et en vers und die vierbändigen Œuvres diverses (Paris 1741) enthalten verschiedene Abhandlungen, drei Tragödien, zwei Verskomödien, die an den Jesuitenschulen aufgeführt wurden, sowie zwei Dichtungen in lateinischer Sprache, eine über die Passion Christi, die andere mit dem Titel La Verrerie. 
Außerdem war er Mitarbeiter an dem Buch Résolutions d’Espagne des Paters d’Orléans, ebenfalls Mitglied des Jesuitenordens, und an der Histoire de Rienzi von Du Cerceau.

## Schriften
- La Vie de l’Impératrice Éléonore. Paris 1725.
- Le Théâtre des Grecs, ouvrage contenant des traductions et des analyses des tragiques grecs, avec des remarques.  Erstausgabe 1730. 13-bändige Ausgabe 1785–1789.
  - The Greek Theatre of Father Brumoy. Translated by Mrs. Charlotte Lennox, Millar, Vaillant, Baldwin, Crowder, Johnston, Dodsley etc., London 1759.
- La Boîte de Pandore, ou la Curiosité punie. Komödie in 3 Akten.   La Haye 1743.
- Le Couronnement du jeune David. Pastorale in 4 Akten. La Haye 1743.
- Isac. Tragödie in 5 Akten. La Haye 1743.